# Филистимский плен Ковчега

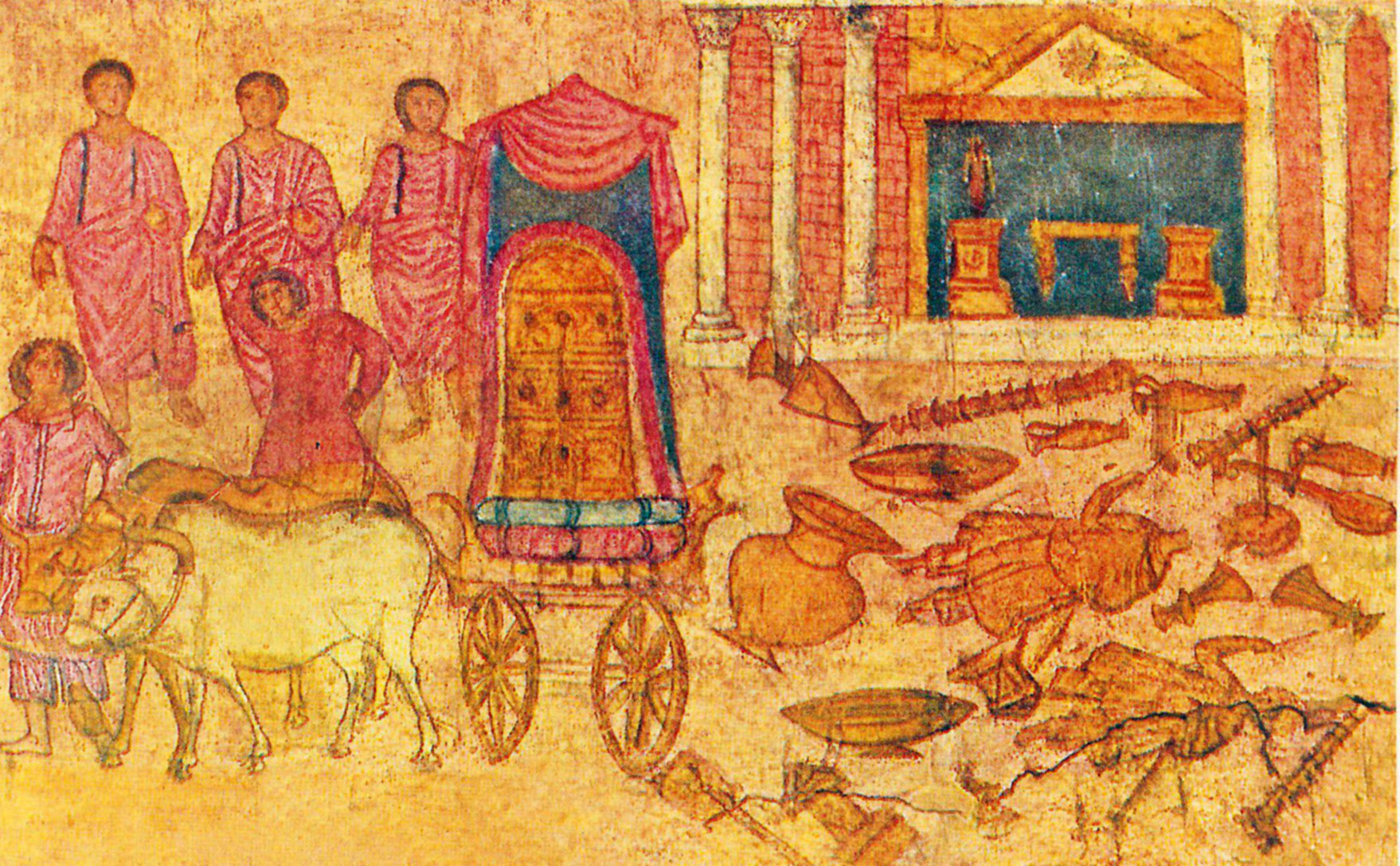
Фреска филистимского плена Ковчега, в синагоге Дура-Европос (Сирия)

Филистимский плен Ковчега — эпизод библейской истории израильтян после эпохи судей, но в доцарский период, когда Ковчег Завета находился во владении филистимлян, захвативших его после победы над израильтянами в битве между Авен-Езером (где стоял лагерь израильтян) и Афеком (где располагался лагерь филистимлян).

## Предыстория
Хотя земли филистимлян принадлежали к самым плодородным областям Палестины, их оказалось недостаточно для пропитания новых пришельцев, поэтому филистимляне стремились завладеть соседними областями. В военной организации и боеспособности они превосходили евреев: война и грабежи были главным занятием филистимлян (характерно название одного из их главных городов — Ашдод, от др.-евр. שדד ‬— грабить). На торговых дорогах в Дамаск и Месопотамию, первые удары филистимлян были направлены, главным образом, против колен Дана и Вениамина, отчасти также против колена Иуды. Согласно Суд. 13:1 филистимляне владычествовали над Израилем 40 лет (доцарский период).

## История
Первая серьёзная попытка освобождения от владычества филистимлян была сделана под влиянием пророка Самуила, но потерпела крушение: в битве под Афеком даже попал в руки филистимлян Ковчег Завета.
Офни и Финеес (Хофни и Пинхас), сыновья первосвященника Илия (Эли), имели Ковчег при себе на войне с филистимлянами; последние, убив священников в битве у Эвен-ха-Эзер, взяли Ковчег в плен и унесли его в Ашдод.
Вследствие катастроф, связанных с присутствием Ковчега в капище Дагона и в городах Ашдоде, Гате и Экроне (1Цар. 5:1-7:1), филистимляне вернули израильтянам Ковчег с приложением золотых даров. Тогда он прибыл в Бейт-Шемеш, жители которого не знали, что никто без опасности для жизни не мог смотреть на Ковчег (Чис. 4:20; 2Цар. 6:6-9). Оттого жители Бет-Шемеша, не догадавшиеся сокрыть Ковчег от глаз любопытных, поплатились жизнью.
С современной точки зрения считается, что данный библейский сюжет передаёт случай распространения эпидемии чумы; подробнее см. чума в Библии.

### Впоследствии

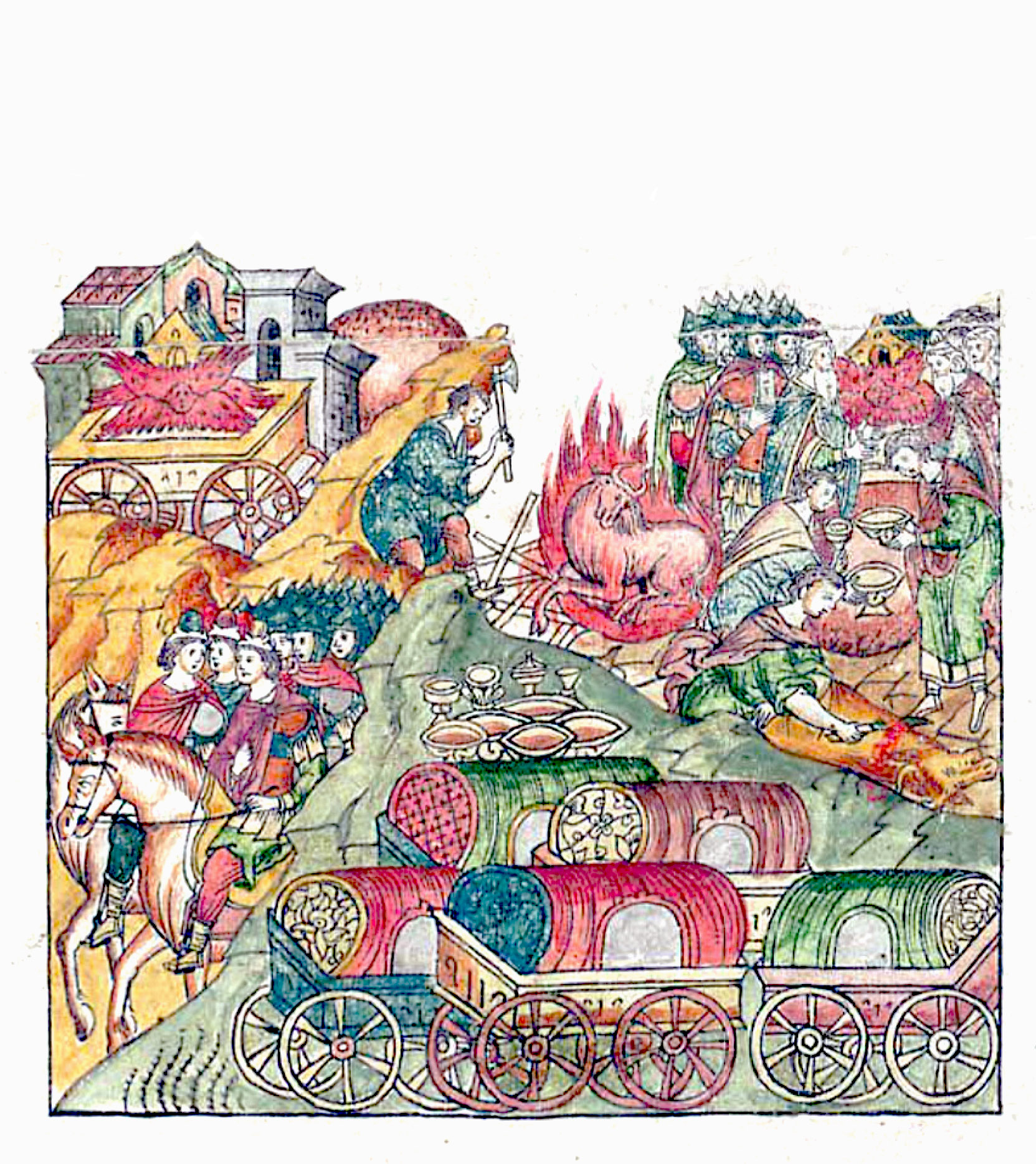
Филистимляне возвращают Ковчег с дарами

Всего ковчег завета находился у филистимлян семь месяцев (1Цар. 6:1). Затем филистимляне отправили его к евреям, в Вефсамис, где за то, что жители заглядывали в ковчег Господа, также пришло поражение и они отправили его в Кириаф-Иарим.
Жители Кириаф-Иарима (Кириат-Иеарима) взяли Ковчег к себе, поместив его в частном доме некоего Аминадава (Абинадаба), приставив к нему хранителем Элеазара, сына последнего (1Цар. 7:1), где он оставался у израильтян Кириаф-Иарима в течение 20 лет.
Затем царь Давид, после завоевания Иерусалима, взял его из Кириат-Иеарима для перенесения в новую столицу, но новая катастрофа с поддерживавшим его Озой (Уззой) заставила царя оставить Ковчег временно у Обед-Эдома, где он пробыл три месяца, после чего был торжественно перенесён в Иерусалим,